# NGC 5943
NGC 5943 é uma galáxia lenticular (S0) localizada na direcção da constelação de Boötes. Possui uma declinação de +42° 46' 43" e uma ascensão recta de 15 horas, 29 minutos e 44,0 segundos.
A galáxia NGC 5943 foi descoberta em 18 de Junho de 1884 por Édouard Jean-Marie Stephan.